# ترومب أف 803
ترومب أف 803 هي فرقاطة تابعة للبحرية الملكية الهولندية من فئة دي زيفن بروفينسيان، وهي متخصصة في عمليات الدفاع الجوي والقيادة والسيطرة، دشنت في 2001 ودخلت الخدمة في القوات البحرية الملكية الهولندية في 14 مارس 2003، أطلق اسم ترومب على الفرقاطة نسبة لاسم بطل الحرب الهولندي مارتن ترومب ونجله كورنيليس ترومب.

## أزمة البحر الأحمر
في 27 مارس 2024 أعلنت وزارة الدفاع الهولندية نشر الفرقاطة ترومب في البحر الأحمر للمشاركة في التصدي لهجمات القوات المسلحة اليمنية الموالية لحركة أنصار الله على السفن التجارية المرتبطة بإسرائيل وأشارت إلى أن مهمة الفرقاطة في البحر الأحمر 25 يوما ستقدم خلالها الدعم لعملية أسبيدس الأوروبية في البحر الأحمر،. وتحالف حارس الازدهار الذي تقوده الولايات المتحدة، وستقوم الفرقاطة بحماية السفن التجارية عبر التصدي للهجمات الجوية التي تشن من مناطق سيطرة حركة أنصار الله في اليمن بهدف الضغط لوقف حرب إسرائيل على قطاع غزة.